# آقداش (خنداب)
آقداش، روستایی از توابع دهستان سنگ سفید، بخش قره چای از شهرستان خنداب در استان مرکزی ایران است. (آق داش ترجمه تُرکی سنگ سفید است)
روستای آقداش بین روستاهای استان مرکزی قطب تولید انگور است و هم چنین بزرگ‌ترین روستای استان بشمار می‌رود.
مردم این روستا به زبان لری تکلم می‌کنند
سال ۱۲۵۰ هجری شمسی در روستای دم شاطر جنگ و درگیری طایفه ای اتفاق می‌افتد که عده ای از مردمان این روستا مجبور به ترک وطن می‌شوند وبا گله‌های گاو و گوسفند خود راهی روستای آقداش از توابع شهرستان اراک بخش شرا می‌شوند. اهالی روستای آقداش یا قلعهٔ آقداش ابتدا مقاومت کرده و به ایشان اجازه ورود به روستا را نمی‌دهند البته با دستور کدخدای روستا. ولی وقتی خان وقت منطقه گاوهای ایشان را می‌بیند که شرط اول کشاورزی بوده و همچنین جوانان و مردمان سخت کوش آنها را، به ایشان اجازه می‌دهد خارج از قلعه برای خودشان مسکن درست کنند و به ایشان ملک کشاورزی یکسانی با بقیه طوایف می‌دهد. هم‌اکنون طایفه بزرگ عباسعلی و حسینعلی یکی از طوایف بزرگ روستای آقداش هستند که ریشه ای ده شاکری دارند.

## جمعیت
این روستا در دهستان سنگ سفید قرار دارد و براساس سرشماری مرکز آمار ایران در سال ۱۳۹۵ جمعیت آن ۲۷۶۳ نفر (۸۵۴ خانوار) بوده است.
اکنون جمعیت روستا بالغ بر ۴۰۰۰نفر است.